# Карлуковский, Петко
Петко Николов Карлуковский (6 августа 1921, Бяла-Слатина — 29 июля 1974, София, Болгария) — болгарский актёр театра и кино. Заслуженный артист НРБ (1967). Лауреат Димитровской премии (1953).

## Биография
В 1939—1941 гг. выступал на сценах театров Перника, затем в 1943—1945 гг. — Плевена. В 1944—1945 годах — артист фронтового театра, с 1945 года — Театра Болгарской армии. С 1946 года работал в Народном театре им. И. Вазова (София). С 1951 года снимался в кино.

## Избранные театральные роли
- «Боряна» (Й. Йовкова)
- Каракалпаков («Двубой» Ивана Вазова)
- «В полите на Витоша» (Пейо Яворова)
- Патнем («Смерть коммивояжёра» Артура Миллера)

## Избранная фильмография
- 1946 — Борьба за счастье / Борба за щастие
- 1951 — Тревога / Тревога — партизан
- 1951 — Под игом — богатырь Боримечка
- 1954 — Герои сентября / Септемврийци — шахтёр
- 1954 — Герои Шипки — Боримечка
- 1955 — Неспокойный путь / Неспокоен път — Комара
- 1955 — Пункт первый / Точка първа — футболист
- 1956 — Димитровградцы / Димитровградци — Стойне Шопчято
- 1958 — Бедняцкая радость / Сиромашка радост — Стоян
- 1958 — Любимец № 13 — Пеци
- 1960 — Лукавый Пётр / Хитър Петър — Стати
- 1961 — Будь счастлива, Ани! / Бъди щастлива Ани — председатель
- 1961 — Табак / Тютюн (в советском прокате «Конец „Никотианы“») — Виктор Ефимович
- 1964 — 13 дней / 13 дни — Крачун Шопа
- 1969 — Свобода или смерть / Свобода или смърт
- 1974 — Последний холостяк / Последният ерген — эпизод

## Награды
- Орден «Кирилл и Мефодий» (1963)
- Орден Отечественной войны II степени
- Димитровская премия (1953)
- Заслуженный артист НРБ (1967)